# L'Homme invisible (film, 1933)
Pour les articles homonymes, voir L'Homme invisible.
Série
Le Retour de l'homme invisible
(1940)
Pour plus de détails, voir Fiche technique et Distribution.
L’Homme invisible (The Invisible Man) est un film américain réalisé par James Whale, sorti le 13 novembre 1933. Ce film est adapté du roman L'Homme invisible écrit par H. G. Wells en 1897. Le film fait partie de la série des Universal Monsters. Le succès du film a rendu Claude Rains très populaire. Une suite intitulée Le Retour de l'homme invisible est sortie en 1940.

## Synopsis
Le Dr Jack Griffin est un scientifique qui a inventé une substance qui rend invisible. Mais l'ayant essayée sur lui-même, il se retrouve dans un état d'invisibilité dont il ne peut sortir, malgré ses efforts pour fabriquer un antidote.
La substance ayant par ailleurs une action néfaste sur l'esprit, son caractère naturellement aimable est devenu d'une extrême agressivité. Ayant loué une chambre dans une auberge, il brutalise les aubergistes, les voisins et un policier, avant de s'enfuir.
Il se rend alors chez son collègue le Dr Arthur Kemp, auquel il fait part de ses projets criminels en exigeant sa collaboration. Ils se rendent d'abord à l'auberge pour récupérer des documents qu'il avait abandonnés et y tue un policier. Le Dr Arthur Kemp prévient le Dr Cranley, sa fille Flora ainsi que la police.

## Fiche technique
- Titre original : The Invisible Man

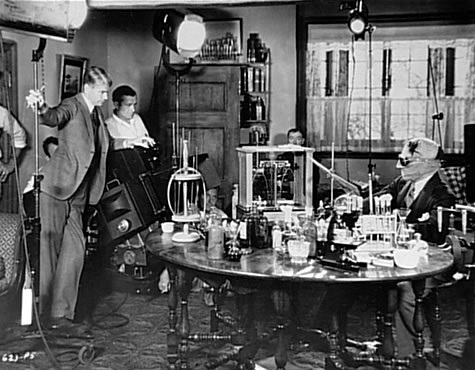
Photo de tournage du film.

- Titre français : L’Homme invisible
- Réalisation : James Whale
- Scénario : R. C. Sherriff, Preston Sturges (non crédité) et Philip Wylie (non crédité), d’après le roman L'Homme invisible de H. G. Wells
- Photographie : Arthur Edeson et John J. Mescall (non crédité)
- Montage : Ted J. Kent
- Musique : Paul Dupont, Heinz Roemheld (non crédité) et W. Franke Harling (non crédité)
- Maquillage : Jack Pierce
- Producteur : Carl Laemmle Jr.
- Société de production : Universal Pictures
- Pays de production :  États-Unis
- Format : Noir et blanc — 35 mm — 1,37:1 — Son : Mono
- Genre : Film de science-fiction
- Durée : 68 minutes
- Date de sortie : 
  - États-Unis : 13 novembre 1933
- Affiche : Boris Grinsson (France)

## Distribution
- Claude Rains (VF : José Luccioni) : Dr Jack Griffin / L'Homme invisible
- Gloria Stuart : Flora Cranley
- William Harrigan : Dr Arthur Kemp
- Henry Travers : Dr Cranley
- Una O'Connor : Mme Jenny Hall
- Forrester Harvey : M. Herbert Hall
- Holmes Herbert : Le préfet de police
- E. E. Clive : Jaffers, l'agent de police
- Dudley Digges : Le chef de la sûreté
- Harry Stubbs : Inspecteur Bird
- Donald Stuart : Inspecteur Lane
- Merle Tottenham : Millie

Acteurs non crédités
- Robert Brower : un vieux fermier
- Crauford Kent : un docteur
- Monte Montague : un policier

## Autour du film
- Claude Rains incarne pour la première fois le personnage principal d'une production américaine[1]. Son personnage apparaît à l'écran le plus souvent bandé et complètement recouvert de vêtements afin de masquer son invisibilité.
- Sorti en novembre 1933, L'Homme invisible est un gros succès au box-office, juste après King Kong.
- Ce film fait partie des nombreuses références de la chanson d'introduction du Rocky Horror Picture Show : Double feature.